# Cephalophyllum curtophyllum
Cephalophyllum curtophyllum es una especie de planta suculenta perteneciente a la familia de las aizoáceas. Se encuentra en África.

## Descripción
Es una planta suculenta perennifolia  de pequeño tamaño que alcanza los 8 cm de altura. Se encuentra en Sudáfrica a una altitud de 200 a 350 metros.

## Taxonomía
Cephalophyllum curtophyllum fue descrita por (L.) Schwantes, y publicado en Gartenflora  1928, lxxvii. 69.
Etimología
Cephalophyllum: nombre genérico que deriva de las palabras griegas: cephalotes = "cabeza" y phyllo = "hoja".
curtophyllum: epíteto latino que significa "con hojas cortas".
Sinonimia
- Mesembryanthemum platycalyx L.Bolus (1924) basónimo
- Cephalophyllum platycalyx (L.Bolus) Schwantes
- Mesembryanthemum curtophyllum L.Bolus (1924)
- Cephalophyllum artum L.Bolus (1961)
- Cephalophyllum concinnum L.Bolus (1962)
- Cephalophyllum conicum L.Bolus ex H.Jacobsen
- Cephalophyllum latipetalum L.Bolus (1929)
- Cephalophyllum rhodandrum L.Bolus (1931)